# 덴마크의 언어

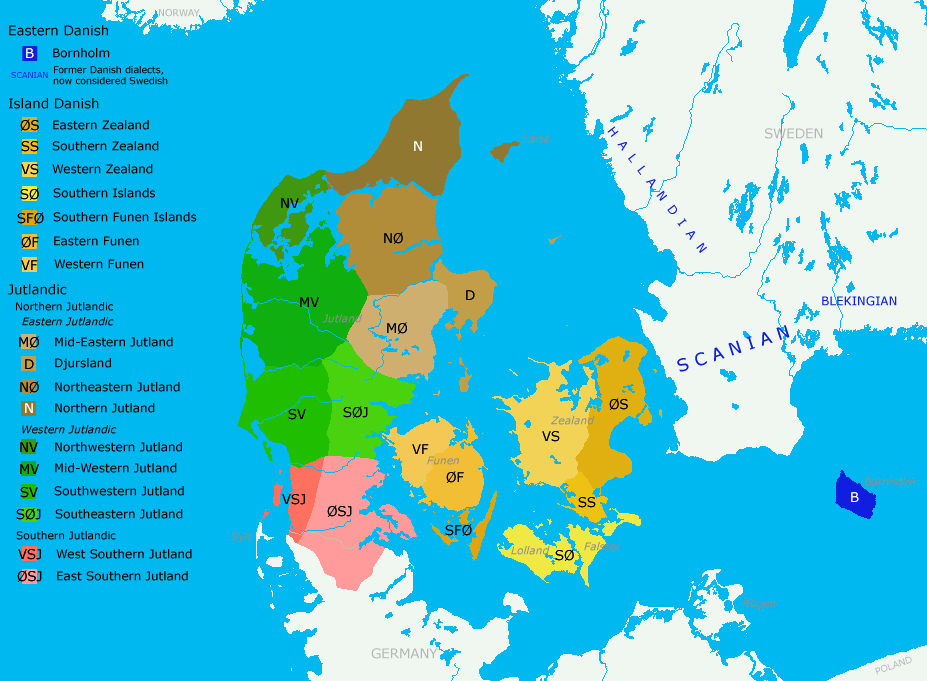
덴마크에서 사용되는 방언 지도

덴마크는 덴마크어를 공용어로 지정했다. 그린란드어, 페로어, 독일어와 같은 소수 민족어도 사용된다.
덴마크인의 대다수는 제2언어로 영어를 구사하며, 덴마크 학생은 초등학교 1학년부터 영어를 배우는 것이 의무이다. 초등학교 3학년부터는 제3언어로 프랑스어나 독일어를 배울 수 있다. 덴마크에서 세 번째로 널리 쓰이는 외국어는 스웨덴어로, 덴마크인의 13%가 스웨덴어를 구사할 수 있다고 응답했다.

## 소수 언어

### 페로어
덴마크어와 같은 북게르만어군 언어인 페로어는 덴마크의 자치령인 페로 제도의 주요 언어이다. 덴마크 본토의 페로 제도 이민자들이 페로어를 구사한다. 페로어는 아이슬란드어와 유사하며, 고대 노르드어의 많은 특징을 가지고 있다.

### 그린란드어
2009년 6월 12일, 그린란드 자치법이 의회에서 채택된 이후 그린란드어는 그린란드의 공용어가 되었다. 그린란드어는 에스키모알류트어족에 속하며, 덴마크어와는 무관하다.

## 같이 보기
- 유럽의 언어
- 덴마크어의 방언